# Distretto elettorale di Oranjemund
Il distretto elettorale di Oranjemund è un distretto elettorale della Namibia situato nella regione di ǁKaras con 9.837 abitanti al censimento del 2011. Il capoluogo è la città di Oranjemund.
Altre importanti località sono Rosh Pinah (importante centro minerario), Witputz e Sendelingsdrift.